# 2С11
2С11 «Гиацинт-СК» — советская опытная самоходная пушка. Серийно не производилась.

## Описание конструкции
Основным предназначением 2С11 предполагалось использование в Артиллерии резерва верховного главного командования. Самоходная пушка должна была подавлять и уничтожать вражескую дальнобойную артиллерию, живую силу и огневые средства в опорных пунктах и в местах их скопления.
2С11 — модифицированная версия самоходной пушки 2С5 «Гиацинт-С». Основные компоновочные решения остались практически без изменений. Основной объект модернизации — орудие машины. Вместо пушки 2А37 на 2С11 установлена пушка 2А52.

### Вооружение
Основное вооружение - 152-мм пушка 2А52, разработанная в конструкторском бюро Пермского завода имени Ленина. Главная особенность пушки - картузное заряжание. Механизм подачи гильз заменён на механизм подачи зарядов. Досылатель имел два режима работы. Первый режим аналогичен режиму работы досылателя пушки 2А37, во втором режиме скорость работы снижена приблизительно в 2 раза. Орудие 2А52 обеспечивало дальность стрельбы осколочно-фугасным снарядом до 28,7 км, а активно-реактивным — до 32,37 км. Масса снаряда 48 кг. Возимый боекомплект 30 выстрелов.